# 贝加斯德尔孔达多
贝加斯德尔孔达多，是西班牙卡斯蒂利亚-莱昂莱昂省的一个市镇。 总面积123平方公里，总人口1379人（001年），人口密度11人/平方公里。